# 夫蘭南群島

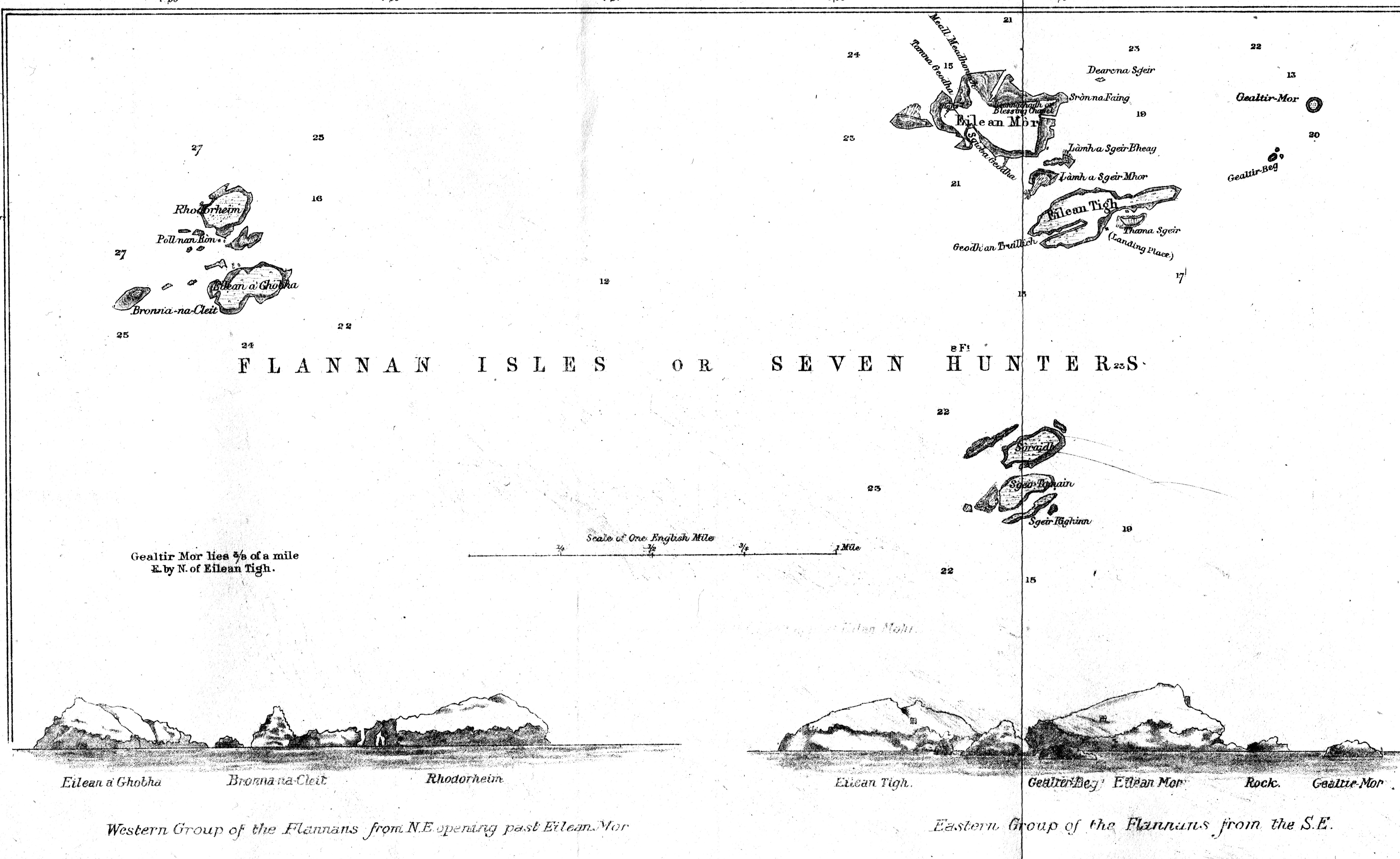
夫蘭南群島島嶼分布圖

夫蘭南群島（Flannan Isles）是蘇格蘭外赫布里底群島的小群島，大約距離劉易斯島以西32公里，自從1971年夫蘭南群島燈塔自動化後，群島上無常住居民。
該群島可以分成三群小島，最主要的一部分在東北方，其中包括約17.5公頃的莫爾島（Eilean Mòr）與泰格島（Eilean Taighe），東方和西方有另兩群小島。整個群島的面積約50公頃，群島最高點位在莫爾島海拔88公尺。
群岛得名自7世纪的爱尔兰传教士、修道院长圣夫兰南。莫尔岛上曾有一间小教堂叫圣夫兰南教堂，现已毁。
1900年12月，島上三名燈塔守失蹤，官方調查認為他們可能在懸崖邊看管物資時被海浪沖走。